# Il contatto (opera teatrale)
Il contatto (in originale The Connection) è un'opera teatrale scritta dall'autore statunitense Jack Gelber, messa in scena dal Living Theatre a partire dal 1959 nello spettacolo The Connection, da cui nel 1961 è stato tratto l'omonimo film.

## Trama
The connection è un dramma metateatrale che racconta di un gruppo di drogati in attesa di uno spacciatore di nome Cowboy, il “contatto” che darà loro dell’eroina. Quest’ultimi sono stati riuniti dal produttore Jim Dunn e dall’autore Jaybird che vogliono girare un film sulla condizione degradata che i tossicodipendenti vivono nella società. Il dialogo tra i personaggi è intervallato da musica jazz, composta dal pianista jazz Freddie Redd.